# 마피아 (1998년 영화)
《마피아》(영어: Mafia! 또는 영어: Jane Austen's Mafia!)는 미국에서 제작된 짐 에이브럼스 감독의 1998년 범죄 코미디 영화이다. 제이 모어, 로이드 브리지스 등이 출연하였고, 빌 바덜라토 등이 제작에 참여하였다.
《대부》(1972), 《카지노》(1995) 등의 마피아 영화류가 주된 패러디 대상이며 《포레스트 검프》(1994), 《일 포스티노》(1994), 《잉글리쉬 페이션트》(1996) 등의 다른 장르 영화들도 활용되었다.

## 출연
- 제이 모어
- 로이드 브리지스
  - 루이스 맨딜로어
  - 제이슨 푹스
- 빌리 버크
- 패멀라 기들리
- 올림피아 두카키스
- 소피아 밀로스
- 조 비터렐리
- 토니 로 비앙코
- 블레이크 해먼드
- 필립 서리아노
- 빈센트 패스토어
- 매리솔 니컬스
- 캐럴 앤 수시
- 그레고리 시에라
- 캐서린 로이드 번스
- 크리스티나 애플게이트
- 제이슨 데이비스
- 세스 애드킨스
- 안드레이어스 커출러스
- 앤서니 크리벨로
- 프랭크 웰커
- 셔먼 헴슬리
- 제프 랭턴
- 래리 래버티
- 딥 로이

## 기타 제작진
- 총괄 제작: 피터 에이브럼스, 로버트 L. 레비
- 공동 제작: 마이클 맥매너스, 그레그 노버그
- 협력 제작: 잭 I. 번스틴, 제니퍼 기브곳
- 배역: 재키 버치
- 미술: 윌리엄 A. 엘리엇
- 세트: 제리 켈터
- 의상: 메리 메일린